# National Hockey Association

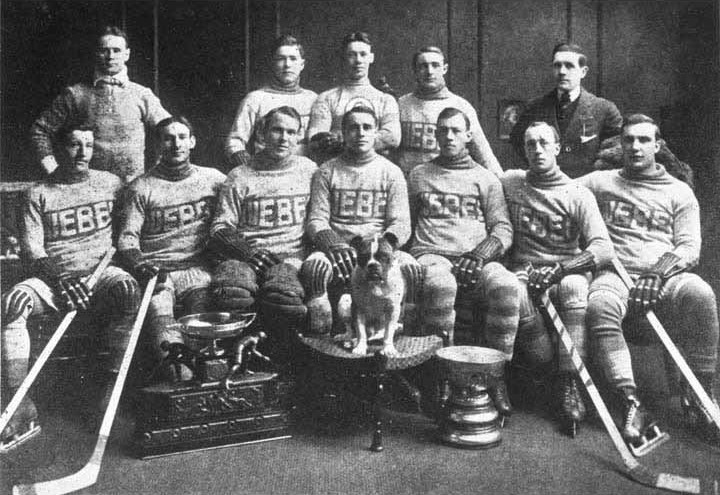
Quebec Bulldogs säsongen 1912–13. Översta raden, från vänster: Dave Beland, Billy Creighton, Walter Rooney, Jeff Malone, Mike Quinn. Främre raden, från vänster: Tommy Smith, Rusty Crawford, Paddy Moran, Joe Malone, Joe Hall, Jack Marks, Harry Mummery.

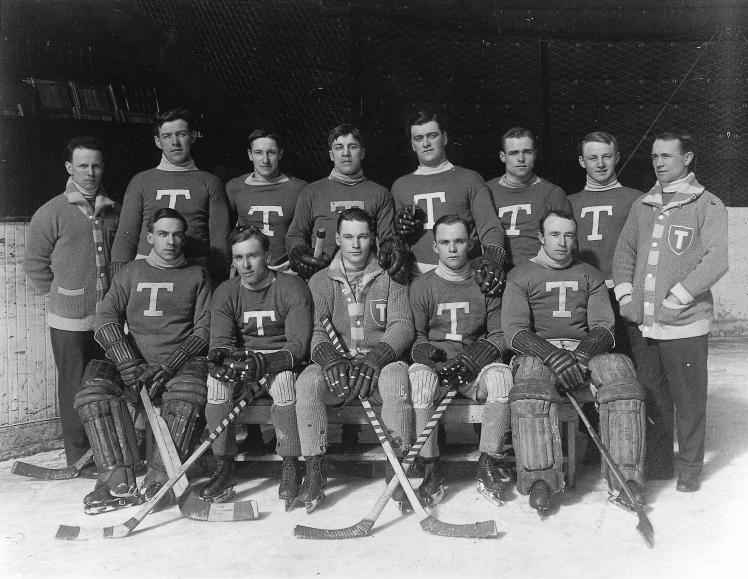
Toronto Blueshirts säsongen 1913–14. Översta raden, från vänster: Dick Carroll, Con Corbeau, Roy McGiffin, Jack Marshall, George McNamara, Jack Walker, Cully Wilson, Frank Carroll. Främre raden, från vänster: Claude Wilson, Frank Foyston, Scotty Davidson, Harry Cameron, Harry Holmes.

National Hockey Association, NHA, var en kanadensisk professionell ishockeyliga under 1910-talet. Ligan grundades 5 januari 1910 och upplöstes 22 november 1917. Efter säsongen 1916–17 upptogs Ottawa Senators, Montreal Canadiens, Montreal Wanderers och Toronto Blueshirts av den nya ligan NHL. Toronto Blueshirts bytte därefter namn till Toronto Arenas.
National Hockey Association bestod av lag från provinserna Ontario och Quebec på den kanadensiska östkusten. Från och med säsongen 1911–12 konkurrerade NHA med ligan Pacific Coast Hockey Association på den nordamerikanska västkusten, och det förekom ett stort utbyte av spelare mellan de båda ligorna. PCHA bestod av lag från den kanadensiska provinsen British Columbia samt från delstaterna Washington och Oregon i USA.
Berömda spelare som spelade i NHA var bland annat Joe Malone, Joe Hall, Tommy Smith, Newsy Lalonde, Didier Pitre, Cyclone Taylor, Frank Nighbor, Moose Johnson, Sprague Cleghorn, Art Ross, Bruce Stuart, Tommy Dunderdale samt bröderna Lester och Frank Patrick.

## Lag
- Cobalt Silver Kings, 1910
- Haileybury Hockey Club, 1910
- Montreal Wanderers, 1910–1917
- Montreal Canadiens, 1910–1917
- Montreal Shamrocks, 1910
- Ottawa Senators, 1910–1917
- Renfrew Creamery Kings, 1910–1911
- Quebec Bulldogs, 1910–1917
- Toronto Blueshirts, 1912–1917
- Toronto Tecumsehs, 1912–13
  - Toronto Ontarios, 1913–1914
  - Toronto Shamrocks, 1915
  - Torontos 228:e bataljon, 1916–17

## Säsonger och NHA-mästare
- 1910 – Montreal Wanderers
- 1910–11 – Ottawa Senators
- 1911–12 – Quebec Bulldogs
- 1912–13 – Quebec Bulldogs
- 1913–14 – Toronto Blueshirts
- 1914–15 – Ottawa Senators
- 1915–16 – Montreal Canadiens
- 1916–17 – Montreal Canadiens

## Troféer och priser
- Stanley Cup – NHA-mästare. Från och med säsongen 1914–15 spelade det segrande laget från NHA officiellt om Stanley Cup mot det segrande laget från PCHA.
- O'Brien Trophy – Bästa lag i grundserien